# Горни Ораховац (Босна и Херцеговина)
Горни Ораховац (на сръбски: Горњи Ораховац) е село в Босна и Херцеговина, разположено в община Требине, в ентитета на Република Сръбска. Населението му според преброяването през 2013 г. е 20 души, от тях: 20 (100,00 %) сърби.

## Население
Численост на населението според преброяванията през годините:
- 1961 – 227 души
- 1971 – 171 души
- 1981 – 119 души
- 1991 – 69 души
- 2013 – 20 души